# Unitalia
Die Unitalia (ein Kofferwort aus Unita, „Einheit“ und Italia, „Italien“), vollständige Bezeichnung Unitalia – Movimento Iniziativa Sociale (deutsch: Unitalia – Bewegung Soziale Initiative) ist eine rechtsextreme und neofaschistische Partei Italiens mit dem Ursprung in Südtirol. Sie ging 1996 aus einer Abspaltung auf lokaler Ebene von der rechtskonservativen Alleanza Nazionale (AN) hervor. Dabei hatten sich unter der Führung von Donato Seppi eine Gruppe von Gemeinderäten aus Bozen und der Landtagsabgeordnete Marco Bolzonello aus Protest gegen die so genannte Svolta di Fiuggi (die Neuausrichtung des postfaschistischen Movimento Sociale Italiano hin zur gemäßigteren AN) zu einer Splitterpartei zusammengeschlossen.
Unitalia tritt seit ihrer Gründung für einen Schutz des „Italienertums“ (Italianità) in der Autonomen Provinz Bozen sowie für die Einheit Italiens ein und ist damit strikt gegen jedes Autonomiebestreben Südtirols eingestellt. In ihrem Einfluss ist die Partei jedoch auf die Region Südtirol beschränkt und hat bei Parlamentswahlen bislang keine Abgeordneten- beziehungsweise Senatssitze in Rom erringen können.
Im Südtiroler Landtag war die Unitalia von 1998 bis 2013 mit dem Abgeordneten Donato Seppi vertreten.
Von 2008 bis 2010 kooperierte sie mit der ebenfalls rechts außen stehenden, auf nationaler Ebene operierenden Partei La Destra von Francesco Storace. Im Jahr 2010 wurde sie dann Teil der nationalkonservativen Kleinpartei Movimento per l’Italia von Daniela Santanchè.

## Das Statut
Kern des Parteistatuts und somit der Partei selbst ist folgender Ausschnitt:

“Unitalia – Movimento per l'Alto Adige si propone di intervenire nella Società e nella vita politica italiana sulla base dei seguenti Principi Ispiratori: 
1. Difesa dell'unità della Nazione contro tutti i tentativi disgregatori e le varie forme di secessionismo.
2. Tutela dell'Italianità dell'Alto Adige e ferma opposizione alle inaccettabili pretese dei filoaustriaci e dei loro complici italiani.
3. Tutela degli interessi dei cittadini italiani dell'Alto Adige, promuovendo ricorsi nelle sedi nazionali ed internazionali più opportune al fine di giungere all'abrogazione di quelle norme dello Statuto di autonomia che ledono i diritti dei cittadini italiani, in particolare la proporzionale etnica, l'obbligatorietà di residenza quadriennale in provincia per l'esercizio del diritto di voto, l'obbligatorietà del patentino di bilinguismo a tutti i livelli.”

„Unitalia – Bewegung für Südtirol möchte in die Gesellschaft und das politische Leben Italiens auf der Basis folgender Prinzipien eingreifen: 
1. Verteidigung der nationalen Einheit gegen jedweden zersetzenden Einfluss und jede Form von Sezessionismus.
2. Schutz der „Italianität“ Südtirols und entschiedene Opposition gegen die inakzeptablen Ansprüche der Österreichfreunde und ihrer italienischen Komplizen
3. Schutz der Interessen der italienischen Bürger Südtirols durch Einsprucherhebung bei den zuständigen nationalen und internationalen Institutionen dahingehend, dass die Normen des Autonomiestatuts, welche die Rechte der italienischen Bürger verletzen, abgeschafft werden. Diese sind insbesondere der ethnische Proporz, die Pflicht zur vierjährigen Wohnsitznahme in der Provinz, um an öffentlichen Wahlen teilnehmen zu dürfen, sowie die Pflicht zum Zweisprachigkeitsnachweis aller Klassen.“